# Casa Douglas
La casa Douglas è una residenza sulla riva del lago Michigan ad Harbor Springs, nel Michigan. È opera dell'architetto statunitense Richard Meier. La casa è stata costruita nel 1973.
Nel 2007, l'American Institute of Architects ha inserito la casa Douglas nelle prime 150 costruzioni della sua lista "American's Favorite Architecture".